# Ambassade des États-Unis en Arabie saoudite
L'ambassade des États-Unis en Arabie saoudite est la représentation diplomatique des États-Unis auprès du royaume d'Arabie saoudite. Elle est située à Ryad, la capitale. 

## Histoire
Les États-Unis reconnaissent le gouvernement du roi Abdelaziz ibn Saoud en 1931 et établissent des relations diplomatiques à partir de 1939, date de la nomination de Bert Fish comme envoyé extraordinaire et ministre plénipotentiaire. Une légation est ouverte à Djeddah le 1er mai 1942 et est élevée au rang d'ambassade en 1949. Le 26 septembre 1984, le siège de l'ambassade est transféré à Ryad cependant que l'ancien site de Djeddah devient un consulat.

## Liste des ambassadeurs
| Période     | Nom                 |                    |
| ----------- | ------------------- | ------------------ |
| 1992-1994   | David Welch         | Chargé d'affaires  |
| 1994-1996   | Ray Mabus           |                    |
| 1996-2001   | Wyche Fowler        |                    |
| 2002-2003   | Robert W. Jordan    |                    |
| 2004-2007   | James C. Oberwetter |                    |
| 2007-2009   | Ford M. Fraker      |                    |
| 2009-2013   | James B. Smith      |                    |
| 2014-2017   | Joseph Westphal     |                    |
| 2017-2019   | Christopher Henzel  | Chargé d'affaires  |
| 2019-2021   | John Abizaid        |                    |
| 2021-2023   | Martina A. Strong   | Chargée d'affaires |
| 2023        | Denison Offutt      | Chargé d'affaires  |
| 2023-2025   | Michael Ratney      |                    |
| depuis 2025 | Alison Dilworth     | Chargée d'affaires |